# Wintikult

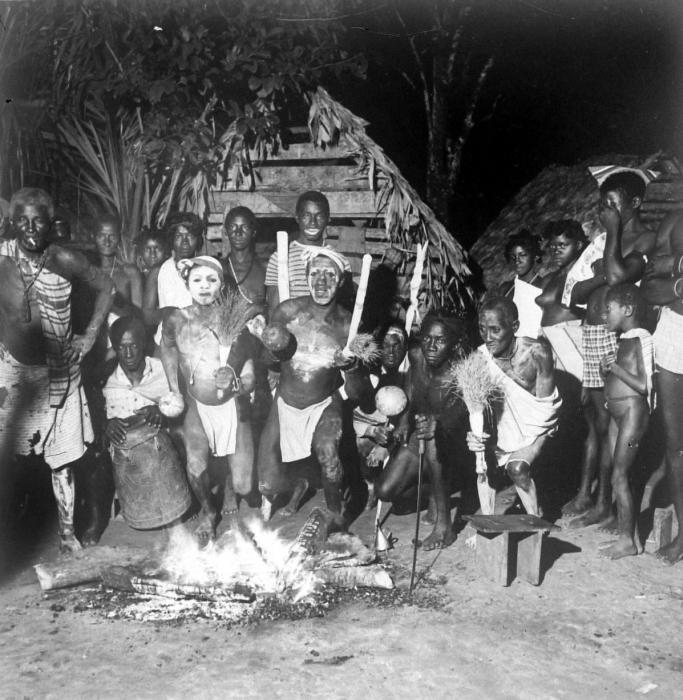
Dutch Royal Tropical Institute, Objektnummer 10019264, Porträt nach einem Wintitanz in einem Dorf, Suriname, 1948

Winti ist ein afro-surinamischer Kult, der in der niederländischen Kolonie Suriname entstanden ist. Es ist ein synkretistischer Kult aus verschiedenen afrikanischen Kulten und Praktiken. Es gibt weder Schriften noch eine höhere Autorität. 
Winti steht für eine Göttergruppe von übernatürlichen Geistern, einen Schöpfer namens Anana Kedyaman Kedyanpon und die Ahnenverehrung.
Die Götter sind:
- Goron Winti (Erde)
- Watra Winti (Wasser)
- Busi Winti (Wald)
- Tapu Winti (Himmel)

Beim Wintitanz werden einige in Trance von ihren Göttern besessen. Unter Trommelschlägen wird getrunken und die Pfeife geraucht.
Der Maler Dirk Valkenburg hat 1707 die Vorbereitung von Sklaven zu einem Wintitanz gemalt.

## Belege
1. ↑  Natalie Zemon Davis: Metamorphosen: das Leben der Maria Sibylla Merian. 1.  Auflage. Berlin 2003, ISBN 978-3-8031-2484-5, S. 93–95.